# Marin Draganja
Marin Draganja (Split, 13 de mayo de 1991) es un tenista profesional croata.

## Carrera
Su ranking individual más alto logrado en el ranking mundial ATP, fue el n.º 550 el 29 de abril de 2013. Mientras que en dobles alcanzó el puesto n.º 35 el 21 de julio de 2014.
Hasta el momento ha obtenido 1 título de la categoría ATP World Tour 500 en la modalidad de dobles y 13 títulos de la categoría ATP Challenger Series, todos ellos en dobles.

### Copa Davis
Desde el año 2014 es participante del Equipo de Copa Davis de Croacia. Tiene en esta competición un récord total de partidos ganados/perdidos de 0/1 (0/0 en individuales y 0/1 en dobles).

### 2013
Este fue el año más exitoso en su carrera. Disputó la friolera de 10 finales challengers, todas ellas en dobles. Tuvo éxito en 9 de ellas y la mayoría fueron junto a Mate Pavić como compañero. Por lo tanto llegó a lo más alto de su carrera en el ranking ATP de dobles.

### 2014
Llegó a la final del Torneo de Chennai 2014 junto a Mate Pavić y disputó otros torneos ATP en Zagreb y Marsella.A finales de abril ganó el Sarasota Open 2014, challenger disputado en Estados Unidos en modalidad de dobles. Su pareja fue el finés Henri Kontinen y derrotaron en la final a al pareja formada por el español Rubén Ramírez Hidalgo y el croata Franko Škugor.
Junto al rumano Florin Mergea ganó su primer título ATP World Tour, tras coronar su campaña "mata-gigantes" venciendo a los máximos favoritos Alexander Peya y Bruno Soares 6-4, 7-5 en la final del Torneo de Hamburgo. La dupla croata/rumana se quedó con 500 puntos para el Ranking Emirates ATP de Dobles por Equipos y compartieron € 84,970 en dinero. En camino a su primera final, además habían dejado fuera a los cuartos favoritos Jamie Murray y John Peers en semifinales y los segundos favoritos David Marrero y Fernando Verdasco en cuartos de final. En su reciente debut en el circuito, Draganja y Mergea llegaron a semifinales en Roland Garros (perdiendo ante la pareja española Marcel Granollers/Marc López), luego de imponerse a Daniel Nestor y Nenad Zimonjic en cuartos de final. Draganja a sus 23 años ganó su primer trofeo ATP World Tour de dobles, luego de ser vicecampeón en su primera final junto a Mate Pavic en Chennai en el inicio de año.

## Títulos ATP (4; 0+4)

### Dobles (4)
| Leyenda                         |
| Grand Slam (0)                  |
| ATP Wourld Tour Finals (0)      |
| ATP Masters 1000 World Tour (0) |
| ATP World Tour 500 series (2)   |
| ATP World Tour 250 series (2)   |

| N.º | Fecha                 | Torneo    | Superficie    | Pareja         | Oponentes en la final         | Resultado           |
| --- | --------------------- | --------- | ------------- | -------------- | ----------------------------- | ------------------- |
| 1.  | 20 de julio de 2014   | Hamburgo  | Tierra batida | Florin Mergea  | Alexander Peya Bruno Soares   | 6-4, 7-5            |
| 2.  | 8 de febrero de 2015  | Zagreb    | Dura (i)      | Henri Kontinen | Fabrice Martin Purav Raja     | 6-4, 6-4            |
| 3.  | 22 de febrero de 2015 | Marsella  | Dura (i)      | Henri Kontinen | Colin Fleming Jonathan Marray | 6-4, 3-6, [10-8]    |
| 4.  | 26 de abril de 2015   | Barcelona | Tierra batida | Henri Kontinen | Jamie Murray John Peers       | 6-3, 6-7(6), [11-9] |

#### Finalista (4)
| N.º | Fecha                    | Torneo    | Superficie    | Pareja               | Oponentes en la final                | Resultado           |
| --- | ------------------------ | --------- | ------------- | -------------------- | ------------------------------------ | ------------------- |
| 1.  | 5 de enero de 2014       | Chennai   | Dura          | Mate Pavić           | Frederik Nielsen Johan Brunström     | 2-6, 6-4, [7-10]    |
| 2.  | 20 de septiembre de 2014 | Metz      | Dura (i)      | Henri Kontinen       | Mariusz Fyrstenberg Marcin Matkowski | 7-6(3), 3-6, [8-10] |
| 3.  | 9 de abril de 2016       | Marrakech | Tierra batida | Aisam-ul-Haq Qureshi | Guillermo Durán Máximo González      | 2-6, 6-3, [6-10]    |
| 4.  | 22 de julio de 2017      | Umag      | Tierra batida | Tomislav Draganja    | Guillermo Durán Andrés Molteni       | 3-6, 7-6(4), [6-10] |

## ATP Challenger Series
| Leyenda               | Ganados | Perdidos |
| --------------------- | ------- | -------- |
| ATP Challenger Series | 13      | 0        |

| N.º | Fecha      | Torneo                        | Superficie    | Pareja          | Rivales en la final                   | Resultado       |
| --- | ---------- | ----------------------------- | ------------- | --------------- | ------------------------------------- | --------------- |
| 1.  | 15.04.2012 | Challenger de Santa Catarina  | Tierra batida | Dino Marcan     | Blaž Kavčič Antonio Veić              | 6-2, 6-0        |
| 2.  | 12.08.2012 | Challenger de Sibiu           | Tierra batida | Lovro Zovko     | Alexandru Carpen Cristóbal Saavedra   | 6-4, 4-6, 11-9  |
| 3.  | 16.09.2012 | Challenger de Banja Luka (1)  | Tierra batida | Lovro Zovko     | Colin Ebelthite Jaroslav Pospíšil     | 6-1, 6-1        |
| 4.  | 31.03.2013 | Challenger de San Luis Potosí | Tierra batida | Adrián Menéndez | Marco Chiudinelli Peter Gojowczyk     | 6-4, 6-3        |
| 5.  | 13.04.2013 | Challenger de Guadalajara     | Tierra batida | Mate Pavić      | Samuel Groth John-Patrick Smith       | 5-7, 6-2, 13-11 |
| 6.  | 06.07.2013 | Challenger de Portoroz        | Dura          | Mate Pavić      | Aljaž Bedene Blaž Rola                | 6-3, 1-6, 10-5  |
| 7.  | 20.07.2013 | Challenger de Eskisehir       | Dura          | Mate Pavić      | Sanchai Ratiwatana Sonchat Ratiwatana | 6-3, 3-6, 10-7  |
| 8.  | 17.08.2013 | Challenger de Cordenons       | Tierra batida | Franko Škugor   | Norbert Gomboš Roman Jebavý           | 6-4, 6-4        |
| 9.  | 14.09.2013 | Challenger de Banja Luka (2)  | Tierra batida | Nikola Mektić   | Dominik Meffert Oleksandr Nedovyesov  | 6-4, 3-6, 10-6  |
| 10. | 21.09.2013 | Challenger de Trnava          | Tierra batida | Mate Pavić      | Aljaž Bedene Jaroslav Pospíšil        | 7-5, 4-6, 10-6  |
| 11. | 03.11.2013 | Challenger de Seúl            | Dura          | Mate Pavić      | Hsin-han Lee Hsien-yin Peng           | 7-5, 6-2        |
| 12. | 10.11.2013 | Challenger de Yeongwol        | Dura          | Mate Pavić      | Hsin-han Lee Hsien-yin Peng           | 6-4, 4-6, 10-7  |
| 13. | 20.04.2014 | Challenger de Sarasota        | Tierra        | Henri Kontinen  | Rubén Ramírez Franko Škugor           | 7-5, 5-7, 10-6  |